# K-8 (sous-marin)
Pour les articles homonymes, voir K8.
Le K-8 (en russe : К-8) est un sous-marin nucléaire d'attaque soviétique de la classe November (code OTAN) / Projet 627A, faisant partie de la flotte du Nord qui a coulé dans le golfe de Gascogne avec l'intégralité de son armement nucléaire le 12 avril 1970.

## Service
Le 2 mars 1958, le K-8 est inscrit à la liste navale comme « croiseur sous-marin ». Il gagne Zapadnaïa Litsa le 26 décembre 1959, avant même la signature de l'acte de recette, ni même l'exécution des travaux de finition.
Le 31 août 1960, il est affecté à la Flotte du Nord dans la 206e brigade autonome de sous-marins à Zapadnaïa Litsa. Il mène une activité d'entraînement intense et parcours en six sorties, 4 525 milles nautiques en plongée et 3 168 en surface.

### Perte du liquide de refroidissement de 1960
Le 13 octobre 1960, alors qu'il effectue un exercice en mer de Barents, le K-8 connaît un premier accident grave. Un manque de liquide de refroidissement dans le réacteur entraîne une fuite radioactive dans les générateurs de vapeur. La fuite est jugulée par un système provisoire de refroidissement d'eau mais l'accident fait un mort, douze marins gravement irradiés et tous les autres sous-mariniers exposés à une dose de 1,8 Sievert.
En 1961, il effectue cinq missions opérationnelles et parcourt 1 512 milles nautiques en plongée et 3 171 en surface. En juin 1961, il est affecté à la 3e division de la 1re flottille de sous-marins, basée à Zapadnaïa Litsa. Il subit des réparations à la fin 1961.
En 1965-1966, il est maintenu en conditions opérationnelles en mer et à quai. En avril 1966, il est affecté à la 17e division de la 11e flottille de sous-marins de Flotte du Nord, basée à Zapadnaïa Litsa. Il est placé en IPER entre août 1966 et juillet 1968 au SRZ Zvezdochka et ses générateurs de vapeur sont remplacés. Il effectue, en 1969, une mission opérationnelle de 21 jours.

## Accident et naufrage de 1970

### Mission de surveillance en Méditerranée et manœuvresOkean
Le 16 février 1970, durant les grandes manœuvres navales Océan-70,  le K-8 quitte la péninsule de Kola, traverse la mer de Barents, contourne la Scandinavie, redescend l'océan Atlantique puis pénètre en mer Méditerranée par le détroit de Gibraltar. Sa mission consiste alors à pister les porte-avions américains USS Midway et USS Saratoga. 
Dans la nuit du 15 au 16 mars, le sous-marin fait surface pour recevoir des ordres de l'état-major à Moscou par message radio. Ces messages annoncent un prolongement de la mission (qui devait initialement se terminer le 1er avril). L'équipage du K-8 reçoit l'ordre de charger un stock de provisions qui se trouvait à bord du Boïki qui se trouvait dans les parages, à proximité de l'île de Capri. À bord cependant, l'espace vient à manquer et les boîtes de nourriture sont entassées avec les chandelles à oxygène partout dans le sous-marin. Le sous-marin reçoit également l'ordre de repasser Gibraltar et de rejoindre l'Atlantique pour prendre part aux manœuvres Océan-70.

### Incendie dans les compartimentsIIIetVII
Le 8 avril 1970 à 22 h 30, à son 51e jour de sortie en mer, alors qu'il se trouve à 140 mètres de profondeur à 300 milles marins (555,6 km) au nord-ouest de l'Espagne et qu'il rentrait de l'exercice Océan-70, un incendie se déclare. L'incendie se déclare de manière quasi simultanée dans les compartiments III et VII. Un message d'alerte est diffusé « Incendie dans le poste central » et certains membres d'équipage parviennent à passer leur respirateur IDA-59 ainsi que des bouteilles d'oxygène. 
L'origine de l'incendie est inconnue, il a peut-être été causé par un court-circuit au niveau du câblage électrique ou par de l'huile qui serait entrée en contact avec le système de renouvellement de l'air. Il est alimenté par des lots de chandelles à oxygène entreposées dans le bâtiment.

### L'arrêt des réacteurs nucléaires
Le sous-marin remonte à une profondeur de 60 mètres, les officiers responsables : le capitaine de 3e rang Khaslavski, le capitaine-lieutenant Tchoudinov et les premiers lieutenant Tchougounov et Chostakovski sont autorisés à quitter le poste de commandement du compartiment VII pour se rendre dans le compartiment VIII afin d'arrêter les réacteurs nucléaires et d'assurer leur refroidissement au moyen de pompes. La remontée du sous-marin en surface dure 4 à 5 minutes, 10 minutes supplémentaires sont nécessaires pour refroidir le réacteur et abaisser les barres de contrôle. Les quatre officiers présents dans le compartiment VIII vont mourir d'asphyxie. Dans un dernier message à ses camarades, Tchoudinov déclare « Nous n'avons plus d'oxygène. Nous restons ici. Sans rancune ! ».

### Immersion et évacuation de l'équipage
Remonté en surface à 22 h 40, le sous-marin se met à dériver. À la suite de l'arrêt des réacteurs, les générateurs qui alimentent le système de propulsion sont remplacés par des batteries de secours. Ces dernières assurent l'éclairage d'urgence mais ne sont pas suffisantes pour assurer la propulsion du bâtiment. La chaleur à l'intérieur du bâtiment continue à augmenter en raison de l'incendie et la fumée se propage dans tous les compartiments par le système de ventilation. L’ordre est donné aux hommes d'évacuer le bâtiment et de se rassembler sur la passerelle. Les compartiments VI, V et IV sont progressivement évacués entre 22 h 50 et 0 h 20. Seuls le lieutenant Gousev, du groupe des turbines, ainsi que trois autres marins restent sur place, ce qui leur coûtera la vie. 
Les marins du K-8 tentent de réparer la radio du sous-marin pour envoyer un message de détresse, mais toute réparation se révèle impossible. Les hommes tentent alors d'ouvrir le sas d'évacuation arrière pour permettre aux marins des compartiments VIII et IX situés à l'arrière du bâtiment, près des turbines, de sortir à leur tour. Cependant un marin chasse de l'air par erreur à l'intérieur du compartiment VIII, créant une surpression qui empêche le sas d'évacuation d'être ouvert. Finalement, les hommes y parviennent vers 2 h 0 du matin. Trois hommes sortent, les 16 autres ont été intoxiqués par les gaz et sont morts ou vont mourir peu de temps après.

### Le bilan humain
Le bilan est alors de 30 morts (dont 14 corps se trouvent à l'intérieur du sous-marin) sur les 125 hommes embarqués. Ce lourd bilan peut s'expliquer — en partie du moins — par le manque de respirateurs IDA à bord. En effet, l'effectif théorique du K-8 est de 107 hommes or 125 hommes se trouvent à bord au moment de l'accident. Ces 18 hommes supplémentaires sont : le capitaine de 1er rang Vladimir Kachirsky, à bord pour assister le capitaine Bessonov qui officie pour la première fois en tant que commandant ; un officier du KGB qui surveille l'équipage ; ainsi que l'OSNAZ, un détachement particulier de guerre électronique chargé d'écouter les porte-avions américains et de déchiffrer leurs messages radio.

### L'attente et l'apparition du cargo canadien
Une attente de plusieurs heures débute alors pour l'équipage jusqu'à ce que le 9 avril à 14 h 15, le cargo canadien ou américain Clyde Ore apparaisse à l'horizon. Le commandant Bessonov et Kachirsky demandent la permission à Argo Vill (l'officier du KGB) d'entrer en contact avec le cargo afin de lui demander d'utiliser sa radio pour avertir Moscou. Le cargo s'approche à une distance de 1 000 m avant de s'éloigner. Les officiers ordonnent à l'équipage de redescendre à l'intérieur du sous-marin, malgré l'incendie qui fait toujours rage, et sortent des armes pour parer à toute éventualité.
Le fait que les officiers soviétiques aient demandé ou pas de l'aide au cargo reste à déterminer. Selon des témoignages ultérieurs, dont celui de Vladimir Belik, lieutenant-capitaine à bord du K-8 au moment de l'accident, les officiers n'ont pas demandé d'assistance au cargo. Kachirsky, qui assiste le commandant Bessonov, dira au contraire qu'une demande a bien été transmise. La peur d'abandonner un sous-marin ultra-secret a peut-être pesé. 
Le cargo avertit cependant les autorités américaines puisqu'un avion de patrouille américain Lockheed P-3 Orion et un avion britannique Avro Shackleton sont dépêchés sur zone quelques heures plus tard. Ces avions prennent des photos du bâtiment à la dérive et lancent des bouées acoustiques.

### Le cargo bulgare et la tentative de remorquage
Le lendemain, 10 avril à 7 h 30, un nouveau cargo apparaît, il s'agit du cargo bulgare Avior. Les Soviétiques lui demandent de contacter son port d'attache à Varna afin que ces derniers préviennent la Flotte du Nord de l'avarie du K-8 (les fréquences radio utilisées par les Bulgares et les Russes n'étant pas les mêmes). Le niveau de gaz carbonique à l'intérieur du sous-marin (même à l'intérieur des compartiments qui n'avaient pas été touchés par l'incendie) devenant trop élevé, 43 hommes de l'équipage sont évacués à bord de l’Avior.
Pendant la nuit du 10 au 11 avril, trois navires soviétiques — le Sacha Kovalev, le Komsomolets Litvy et le Kassimov — rejoignent le K-8. Trente autres marins sont évacués à bord du Kassimov et le Komsomolets Litvy tente de remorquer le sous-marin aidé par les 22 sous-mariniers restés à bord, dont le commandant Bessonov. Cependant, la mer forcit et les vagues soulèvent le sous-marin jusqu'à la hauteur du pont du cargo. L'océan Atlantique est secoué par une tempête de force 8. Les câbles en acier cèdent les uns après les autres. Un navire de renseignement militaire soviétique, le Khariton Laptev parvient également sur zone, le capitaine Kachirsky monte à bord et transmet un premier rapport à Moscou.   
Les hommes restés à bord devaient être relevés dans la matinée du 12 avril, mais ils n'en auront pas le temps car le sous-marin coule le 12 avril à 6 h 20 dans le golfe de Gascogne à 1 450 km des côtes françaises droit à l'ouest de Brest  par 4 860 m de fond. Le capitaine du sous-marin, Vsevolod Bessonov, et les 21 marins présents à bord décèdent lors du naufrage.

### Épilogue
Trois jours après le naufrage, l'équipage rejoint Severomorsk avant d'être envoyé à la base de repos de Chtchouk Ozero où il est pris en charge par des médecins pendant 17 jours avant d'être renvoyé à la base navale de Gremikha. Une commission d’État, conduite par l'amiral Kassatonov, est chargée d'enquêter sur les causes du naufrage.
Tous les officiers et les morts sont décorés de l'Ordre de l'étoile rouge à titre posthume, Bessonov est fait — à titre posthume lui aussi — Héros de l'Union soviétique. Les autres marins reçoivent l'Ordre d'Ouchakov. 

## Risques de contamination
Les deux réacteurs nucléaires, des VM-A (en) à eau pressurisée (PWR) de première génération, ont été arrêtés avant le naufrage. Les deux réacteurs d'une puissance totale de 140 MW développaient une activité radioactive de 9,25 PBq, tandis que l'ensemble des armes nucléaires qu'il transportait représentait une activité totale de 30 GBq.
Un article du Monde de fin novembre 1992 indique que les autorités françaises étaient au courant de l'incident.

## Commémorations

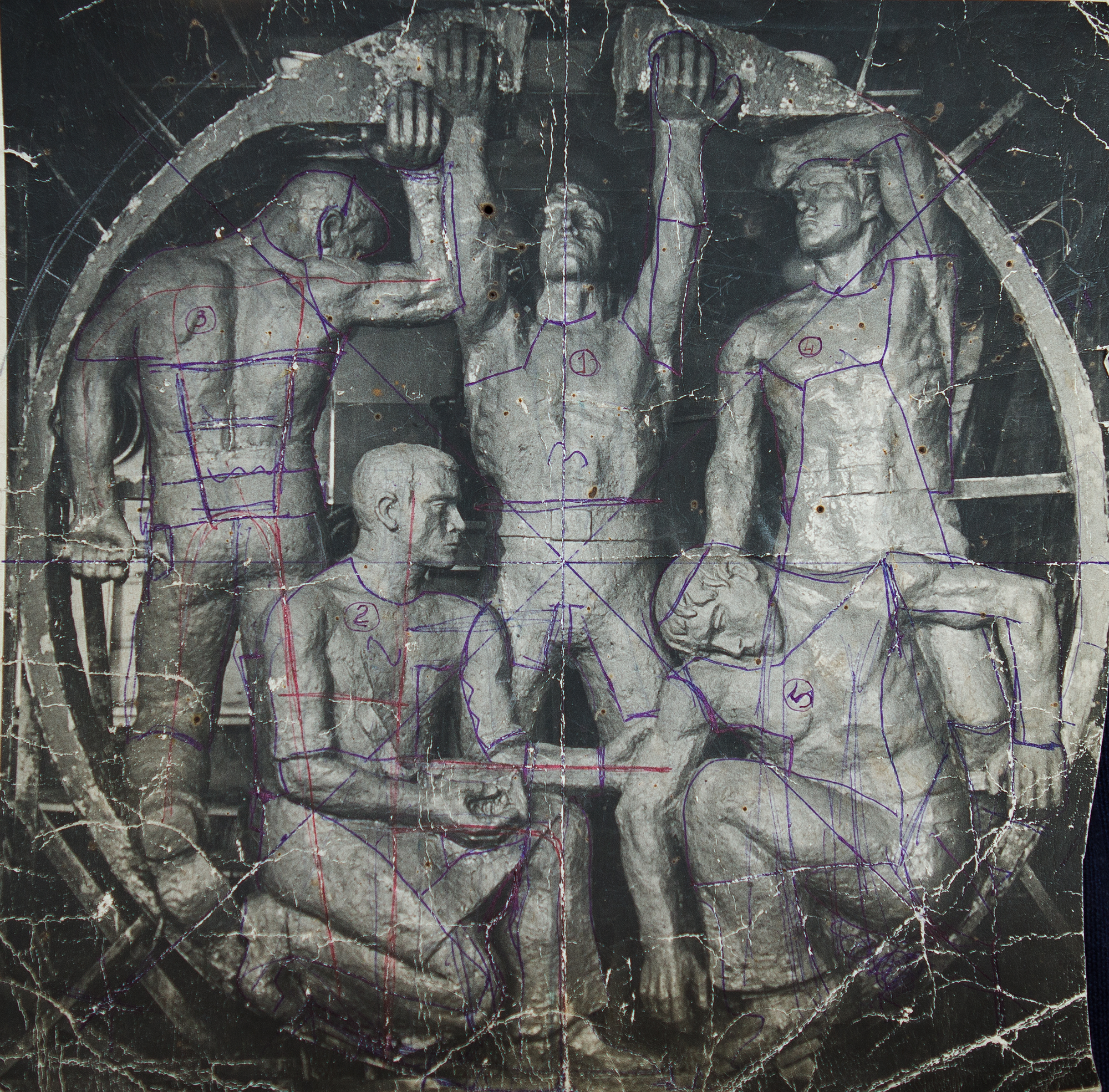
Monument en mémoire de l'équipage du K8

Tous les ans, le 12 avril, date anniversaire du naufrage, une cérémonie a lieu à Ostrovnoï dans l'oblast de Mourmansk, ville à partir de laquelle est parti le K-8 lors de sa mise en service. Un monument a été construit en présentant les noms de tous les disparus. Deux rues de cette même ville ont été nommées en honneur du capitaine Vsevolod Bessonov, commandant du navire et du médecin de bord, Alexeï Soloveï, qui a donné son appareil respiratoire à un marin lors de l'incendie avant le naufrage[réf. souhaitée]. 
En 1974, à Gremikha la base navale de la flotte russe du Nord, un mémorial conçu par les sculpteurs A.I. Malyutin et O. Ya, a été érigé à la mémoire des marins disparus.